# آنتونی کلمنز
آنتونی کلمنز (انگلیسی: Anthony Clemmons؛ زادهٔ ۱۵ اوت ۱۹۹۴) بازیکن بسکتبال اهل ایالات متحده آمریکا است.